# Volunteers
Volunteers – szósta płyta amerykańskiego zespołu rockowego Jefferson Airplane. Album jest ukłonem w stronę folk rocka, a większość piosenek śpiewa tym razem Grace Slick. Płyta zawiera przebój Volunteers, który dzięki nawoływaniom: got the revolution, got to revoltion stał się jednym z hymnów ruchu hippisowskiego.
W 2003 album został sklasyfikowany na 370. miejscu listy 500 albumów wszech czasów magazynu Rolling Stone. 

## Lista utworów
| 1.  | We Can Be Together (Kantner/Balin/Slick)   | 5:48  |
|     |                                            |       |
| 2.  | Good Shepperd (Kaukonen/Slick)             | 4:21  |
|     |                                            |       |
| 3.  | The Farm (Kantner/Slick)                   | 3:15  |
|     |                                            |       |
| 4.  | Hey Fredrick (Slick)                       | 8:26  |
|     |                                            |       |
| 5.  | Turn my life down (Balin)                  | 2:54  |
|     |                                            |       |
| 6.  | Wooden Ships (Crosby/Balin/Kantner/Slick)  | 6:24  |
|     |                                            |       |
| 7.  | Eskimo Blue Day (Slick)                    | 6:31  |
|     |                                            |       |
| 8.  | Song For All Seasons (Balin/Kantner/Slick) | 3:28  |
|     |                                            |       |
| 9.  | Meadowsland (Slick)                        | 1:04  |
|     |                                            |       |
| 10. | Volunteers (Balin/Slick)                   | 2:08  |
|     |                                            |       |
|     |                                            | 44:19 |
|     |                                            |       |